# Pulachaur
Pulachaur – gaun wikas samiti w zachodniej części Nepalu w strefie Dhawalagiri w dystrykcie Myagdi. Według nepalskiego spisu powszechnego z 2001 roku liczył on 830 gospodarstw domowych i 3617 mieszkańców (1996 kobiet i 1621 mężczyzn).